# Ver
Ver är en sjö i Vena socken i Hultsfreds kommun och ingår i Viråns huvudavrinningsområde. Sjön är 11 meter djup, har en yta på 1,44 kvadratkilometer och befinner sig 82,9 meter över havet. Sjön avvattnas av vattendraget Virån. Vid provfiske har bland annat abborre, björkna, braxen och gers fångats i sjön.

## Delavrinningsområde
Ver ingår i det delavrinningsområde (637380-151316) som SMHI kallar för Utloppet av Ver. Medelhöjden är 111 meter över havet och ytan är 9,18 kvadratkilometer. Räknas de 7 avrinningsområdena uppströms in blir den ackumulerade arean 144,64 kvadratkilometer. Avrinningsområdets utflöde Virån mynnar i havet. Avrinningsområdet består mestadels av skog (71 %). Avrinningsområdet har 1,44 kvadratkilometer vattenytor vilket ger det en sjöprocent på 15,7 %.

## Fisk
Vid provfiske har följande fisk fångats i sjön:
- Abborre
- Björkna
- Braxen
- Gärs
- Gädda
- Löja
- Mört
- Sarv